# Liste der Monuments historiques in Gipcy
Die Liste der Monuments historiques in Gipcy führt die Monuments historiques in der französischen Gemeinde Gipcy auf.

## Liste der Bauwerke
| Bezeichnung                                  | Beschreibung          | Standort | Kennzeichnung | Schutzstatus | Datum | Bild           |
| -------------------------------------------- | --------------------- | -------- | ------------- | ------------ | ----- | -------------- |
| Kirche St-Pierre                             | Erbaut im Mittelalter | (Lage)   | PA00093111    | Classé       | 1968  | weitere Bilder |
| Priorat Grosbois (Fotos in der Base Mérimée) | Erbaut im Mittelalter | (Lage)   | PA00093112    | Inscrit      | 1929  |                |

## Liste der Objekte
| Bezeichnung | Beschreibung           | Standort                       | Kennzeichnung | Schutzstatus | Datum | Bild |
| ----------- | ---------------------- | ------------------------------ | ------------- | ------------ | ----- | ---- |
| Taufbecken  | Stein, 16. Jahrhundert | in der Kirche St-Pierre (Lage) | PM03000126    | Classé       | 1963  |      |